# Ейми Чайлдс
Ейми Андреа Чайлдс (на английски: Amy Childs) е английска телевизионна водеща, модел, бизнесдама и модна дизайнерка.
Добива популярност след участието си в първите 2 сезона на реалити шоуто The Only Way Is Essex (TOWIE). Нейният реалити формат It's All About Amy се излъчва от 2011 до 2012 г.

## Ранни години
Родена е в Баркинг, Източен Лондон. Завършва Независимо училище „Рафаел“ с отличие по 4 предмета.
През 2010 г. става известна, след като участва в The Only Way Is Essex по Ай Ти Ви 2. По-късно сключва договор със същата мениджърска агенция, която е представлявала Джордан.
В края на 2011 г. „Сън“ публикува списък с най-богатите звезди от The Only Way Is Essex, в който тя заема първо място с 1,5 милиона паунда.

## Личен живот
Чайлдс живее с баща си Били и майка си Джули в Брентуд. Тя е бившата приятелка на Кърк Норкрос, друг участник от The Only Way Is Essex. След това има връзка с Дейвид Питърс от Take Me Out. Двамата се разделят през май 2013 г.